# Landschaftsschutzgebiet Am Rennebusch
Das Landschaftsschutzgebiet Am Rennebusch ist ein 39,88 ha großes Landschaftsschutzgebiet (LSG) westlich von Giershagen im Stadtgebiet von Marsberg. Das Gebiet wurde 2008 mit dem Landschaftsplan Marsberg vom Kreistag des Hochsauerlandkreises ausgewiesen. Im Nordwesten reicht das LSG bis an die Stadt- und Kreisgrenze, im Osten grenzt es direkt ans Dorf. Im Süden, Südosten und im Nordosten grenzt es an das Landschaftsschutzgebiet Freiflächen um Giershagen vom Typ B. Im Norden grenzt das Landschaftsschutzgebiet Bredelarer Kammer / Fürstenberger Wald vom Typ A an.

## Beschreibung
Im Landschaftsschutzgebiet Am Rennebusch befindet sich fast nur Grünland. Das Grünland wird als Weide, meist mit Rindern, und als Mähwiese genutzt. Das südlich angrenzende Ackerland liegt auf Zechstein, während das Grünland auf devonischen Tonschiefern liegt. Insbesondere auf stärker geneigten Flächen liegt mageres Grünland mit zahlreichen Saumstrukturen. Laut Landschaftsplan hat das LSG ein erhebliches Arten- und Biotopschutzpotenzial.

## Schutzzweck
Die Ausweisung erfolgte zur Erhaltung, Ergänzung und Optimierung eines Grünlandbiotop-Verbundsystems in den Talauen und den Magergrünland-Gesellschaften in den Naturschutzgebieten, damit Tiere und Pflanzen Wanderungs- und Ausbreitungsmöglichkeiten behalten, und dem Erhalt der Vorkommen geschützter Vogelarten sowie dem Schutz artenreicher Pflanzengesellschaften.

## Rechtliche Rahmen
Das Landschaftsschutzgebiet Am Rennebusch wurde als eines von 30 Landschaftsplangebieten vom Typ C, Wiesentäler und ornithologisch bedeutsames Offenland, ausgewiesen. Im Landschaftsplangebiet Marsberg gibt es auch drei Landschaftsschutzgebiete vom LSG Typ A, Allgemeiner Landschaftsschutz, wo unter anderem das Errichten von Bauten verboten ist. Ferner 17 Landschaftsschutzgebiete vom LSG Typ B, Ortsrandlagen und Landschaftscharakter, wo zusätzlich Erstaufforstungen und auch die Neuanlage von Weihnachtsbaumkulturen, Schmuckreisig- und Baumschulkulturen verboten sind. Wie in den anderen 29 Landschaftsschutzgebieten vom Typ C im Landschaftsplangebiet Marsberg besteht im LSG Landschaftsschutzgebiet Am Rennebusch zusätzlich ein Umwandlungsverbot von Grünland und Grünlandbrachen in Acker oder andere Nutzungsformen. Eine maximal zweijährige Ackernutzung innerhalb von zwölf Jahren ist erlaubt, falls damit die Erneuerung der Grasnarbe vorbereitet wird. Dies gilt als erweiterter Pflegeumbruch. Beim erweiterten Pflegeumbruch muss ein Mindestabstand von 5 m vom Mittelwasserbett eingehalten werden.